# Carme V
Il Carme V è una composizione poetica del Liber di Gaio Valerio Catullo.
È tra i carmina più conosciuti di Catullo, sia per il verso iniziale (Vivamus, mea Lesbia, atque amemus), che spesso dà il nome a tutto il componimento, sia, e fors'anche più, per l'iperbole dei "baci" che domina tutta la seconda parte del componimento in una felicissima ripetizione anaforica.
L'argomento della passione, concretizzato nell'invito a vivere e amare senza tener conto delle opinioni dei vecchi troppo severi (v. 3), trova ragione nel verso immediatamente successivo nella brevità dell'esistenza paragonata a un sole che tramonta senza più risorgere (nei vv. 4-5) a cui si contrappone l'eternità della morte vista come "una lunga notte da dormire" (v. 5). Il componimento, dopo la felice ripetizione iperbolica, si conclude nella volontà di Catullo di scongiurare, confondendo il numero di baci, i maligni invidiosi del loro amore.
La stessa figura dei moltissimi baci viene ripresa da Catullo anche nel carme 7 (sempre con Lesbia) e nel carme 48 (qui però con Giovenzio, e manca il riferimento ai maligni ed ai curiosi)

## Analisi
Il componimento è in endecasillabi faleci. Nel primo verso è elegantemente ricercata la posizione centrale dell'apostrofe mea lesbia, ancor più raffinata se si considera parallelamente accompagnata dai due verbi in omeottoto viva-mus "viviamo" e ame-mus "amiamo". I due versi successivi fanno ampio uso dell'allitterazione di m ed s per sottolineare il bisbiglio dei rumores (i "pettegolezzi" dei vecchi). Il verso 4, aperto dalla raffinata metonimia di soles "soli" per dies "giorni" e di lux "luce" per vita "vita", spiega come il sole tramonta e poi risorge mentre (v. 5) l'uomo è destinato a vivere una brevis lux "una breve luce" (una vita breve) a cui segue (v. 6) una notte eterna da dormire.
L'invito alla vita si risolve nel bacio, visto come dirompente manifestazione della giovinezza (e perciò non apprezzato dai vecchi, nel verso 2) e dell'amore: qui inizia l'elegante ripetizione dei versi 7-9, di cui si è già parlato, retta in positio princeps da Da mi "dammi" e costruita in simmetria tramite l'anafora di deinde e, in variatio, dein "(e) poi" (che si protrae fino al verso 10), di mille "mille" (con variazione in milia "migliaia" al verso 10) e (nei versi 8 e 9) di altera "altri" in posizione centrale e tramite l'epifora di centum "cento". Il verso 10 riprende, come accennato, per un ultimo verso dein e, in variatio, milia per riproporre l'iperbole dei mille baci, ora troppi per essere contati e perciò motivo di scoraggiamento per gli invidiosi (v. 12) che, non conoscendone il numero (v 13; secondo la superstizione del periodo conoscere la quantità o il numero di una determinata cosa era indispensabile per portare sciagura) non possono ostacolare il loro amore (il tema del malocchio è qui a metà tra lo scherzo letterario e la ricerca di una ragione in più per prolungare la serie di baci).
Tramite la celebre frase “Dammi mille baci, e ancora cento”, Catullo sembra voler cristallizzare la felicità presente dell’amore, sottraendola al futuro. Dal punto di vista stilistico si caratterizza uno stile semplice e colloquiale, come se si trattasse di un invito, un po’ spensierato, rivolto a Lesbia stessa.
Il componimento si regge su tre antitesi molto vicine tra di loro: la giovinezza, sottintesa nell'invito a godere, del primo verso e i senes "vecchi" del v. 2, la ciclicità del tempo e la finitezza della vita dei vv. 4-5, la brevis lux "breve luce" a fine verso 5 e la nox [est] perpetua "notte eterna" (in iperbato) a inizio verso 6.